# Travaux Généraux de Construction de Casablanca
Travaux Généraux de Construction de Casablanca S.A. (TGCC) ist ein marokkanisches Unternehmen mit Sitz in Casablanca. Es ist das größte Bauunternehmen Marokkos und daneben auch in Gabun, Senegal, in der Elfenbeinküste, Guinea und Libyen tätig.
Es konzentriert sich auf zwei Geschäftsbereiche:
- Bauvorhaben: Schulen, Banken, Einkaufszentren, Hotels, Wohngebäude, Stadien, Krankenhäuser usw.
- Infrastrukturvorhaben: Straßen, Autobahnen, Flughäfen, Eisenbahnen, Brücken, Fabriken usw.

TGCC hat folgende Tochtergesellschaften: Oxyrevet (Wand- und Bodenbeläge), Artelignum (Holztischlerei), Infinite Aluminium (Aluminiumbearbeitung), Emene Préfa, (Transportbeton und Baustoffe), Travaux Généraux d'Electromécanique (Technik und Elektroarbeiten).
Die Aktien sind an der Bourse de Casablanca notiert und sowohl Teil des Moroccan All Shares Index (MASI) als auch des MASI 20, dem Index der 20 meist gehandelten Unternehmen.

## Geschichte
Travaux Généraux de Construction de Casablanca  wurde 1991 durch Mohammed Bouzoubaa gegründet, der 2023 noch Vorstandsvorsitzender ist. Das erste große Bauvorhaben „Stade de Fès“ (Stadion von Fès) wurde 1999 fertiggestellt. 2006 wurden 3 Flughafenterminals gebaut: Marrakesch Ménara, Essaouira  Mogador und Tanger Ibn Battouta. Ein Jahresumsatz von 500 Mio. Dirham wurde im Jahr 2007, ein solcher von 1 Mrd. Dirham im Jahr 2010 erreicht. TGCC begrüßte seinen 8000. Mitarbeiter im Jahr 2011. Die Internationalisierung begann mit der Gründung der Tochtergesellschaft TGCC Gabun. Ein Jahr später folgte die Tochtergesellschaft TGCC Côte d’Ivoire. 2016 wurden 2 Mrd. Dirham umgesetzt.
Eine TGCC-Stiftung für Kunst und Kultur wurde 2017 gegründet. 2018 stieg der Investmentfonds Mediterrania Capital Partners bei TGCC ein. 2019 wurde die Umsatzgrenze von 3 Mrd. Dirham überschritten. 2020 wurde die Zertifizierung „Health Risk Management“ erteilt. Die Aktien der TGCC wurden 2021 an der Börse Casablanca eingeführt. Die Tochtergesellschaften TGCC France und TGCC Guinea wurden 2021 gegründet, ein Jahr später folgte die Tochtergesellschaft TGCC Libyen.